# Tuzsér
Tuzsér è un comune dell'Ungheria di 3 373 abitanti (dati 2001). È situato nella contea di Szabolcs-Szatmár-Bereg.